# Pétroliers du Nord
Les Pétroliers du Nord sont une franchise de hockey sur glace de la Ligue nord-américaine de hockey de Laval dans la province de Québec au Canada. L'équipe existe en 2018-2019 et commence sous le nom des BlackJacks de Berlin avant de très vite déménager à Saint-Jérôme. Les nouveaux propriétaires, Pétrole et Propane Bélanger, décident de nommer l'équipe Les Pétroliers du Nord. Durant l'été 2019, la ville de Saint-Jérôme refuse de conserver les Pétroliers à l'aréna Rivière-du-Nord et l'équipe déménage à Laval pour la saison 2019-2020 en devenant les Pétroliers de Laval.

## Historique
L'équipe est créée lors de la saison 2018-2019 en remplacement des Draveurs de Trois-Rivières qui cesse ses activités.

## Statistiques
| Saison    | PJ | V  | D  | DP | DTB | BP  | BC  | Pts | Classement | Séries éliminatoires       |
| --------- | -- | -- | -- | -- | --- | --- | --- | --- | ---------- | -------------------------- |
| 2018-2019 | 36 | 12 | 23 | 0  | 1   | 114 | 147 | 25  | 6e place   | Défaite en quart de finale |